# Kay Kyser

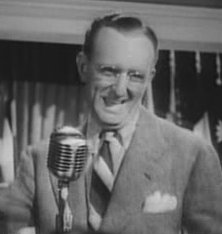
Kyser in „Stage Door Canteen“ 1943

James Kern „Kay“ Kyser (* 18. Juni 1905 in Rocky Mount, North Carolina; † 24. Juli 1985 in Chapel Hill, North Carolina) war ein US-amerikanischer Big-Band-Leader, Sänger und Entertainer des Swing.

## Leben und Wirken
Kyser war der Sohn eines Apothekers und studierte Wirtschaft an der University of North Carolina in Chapel Hill, wo er als Cheerleader wirkte, bevor ihn Hal Kemp 1926 überzeugte, als sein Nachfolger die Studenten-Band zu leiten. Er nahm zwar Klarinetten-Unterricht, wirkte aber hauptsächlich als Conferencier und Entertainer für die Band. Nach seinem Abschluss 1928 tourte er mit der Band. Anfangs hatten sie eine schwere Zeit, bekamen aber 1934 auf Vermittlung von Kemp hin ein Engagement im Blackhawk Club in Chicago und sie nahmen für Brunswick Records auf. Zum Repertoire gehörten „Singing Song Titles“ und das „College“-Konzept, das ursprünglich bei Amateur-Abenden dazu diente, durch Quiz-Einlagen die Auftretenden aufzulockern. Mit seiner Nummer kam er auch ins Radio und war mit „Kay Kyser’s Kollege of Musical Knowledge“ bei Mutual Radio 1938 und danach von 1939 bis 1949 bei NBC Radio sehr erfolgreich. Landesweit hatten sie wöchentlich an die 20 Millionen Hörer, die für eingesandte Quizfragen ein Diplom erhielten. Kyser trat dort als „The Ol Professor“ in Talar auf. Insgesamt hatte er elf Nummer-eins-Hits (u. a. „Three Little Fishes“ 1939). In den 1940er Jahren gelangen ihm mit den Titeln „Jingle, Jangle, Jingle“ (1942), „Ole Buttermilk Sky“ (1946) und „The Woody Woodpecker Song“ (1948) drei Nummer-eins-Hits.
Zu den Sängern gehörten Harry Babbitt, Ginny Simms und die blonde „Gorgeous“ Georgia Carroll, ein bekanntes Ex-Model, die ab 1943 dabei war. Kyser heiratete sie 1944 und hatte mit ihr drei Kinder.  Bekannt war auch der Entertainer-Kornettist Ish Kabibble (Merwyn Bogue). Die Band war auch Star in verschiedenen Filmen wie „That´s Right, You´re wrong“ (einer Standardphrase von Kyser in seinen Nummern) 1939 mit Lucille Ball und Adolphe Menjou, „You’ll Find Out“ 1940 und 1943 in „Thousands Cheer“ (Dig a ditch) und „Stage Door Canteen“. Kyser selbst spielte auch in Komödien wie als Partner von John Barrymore in „Playmates“ 1941. Während des Zweiten Weltkriegs war Kyser noch vor Bob Hope einer der meistbeschäftigten Entertainer für US-Truppen, mit 1100 Auftritten an 580 verschiedenen Orten. Nach dem Krieg waren u. a. Jane Russell, Dinah Shore und Frank Sinatra Gastsänger der Band, die bis 1949 ihre Radioshow hatte. Unmittelbar nach dem Krieg engagierte er sich für das Gesundheitswesen in North Carolina und war daran beteiligt, das Fernsehen dort zu etablieren. 1949/1950 bekam er mit seiner Band auch eine Fernsehshow. Die Show wurde angeblich gekippt, weil sie der Frau des Sponsors (Ford Motor Company) zu albern war. Kyser zog sich 1950 zurück, was er schon lange wegen seiner Arthritis vorhatte. Bei der Reunion von ehemaligen Bandmitgliedern in den 1960er Jahren war er nicht dabei. Stattdessen trat er den Christian Scientists bei, deren Fernseh- und Filmsparte er in den 1970er Jahren in Boston leitete und deren Ehren-Präsident er war (1983). Er wurde durch einen Stern auf Hollywoods Walk of Fame für seine „musikalische Leistung“ geehrt.
Sein Nachlass befindet sich an der University of North Carolina.

## Filmografie
- 1940: You’ll Find Out